# エドモン・アルビウス

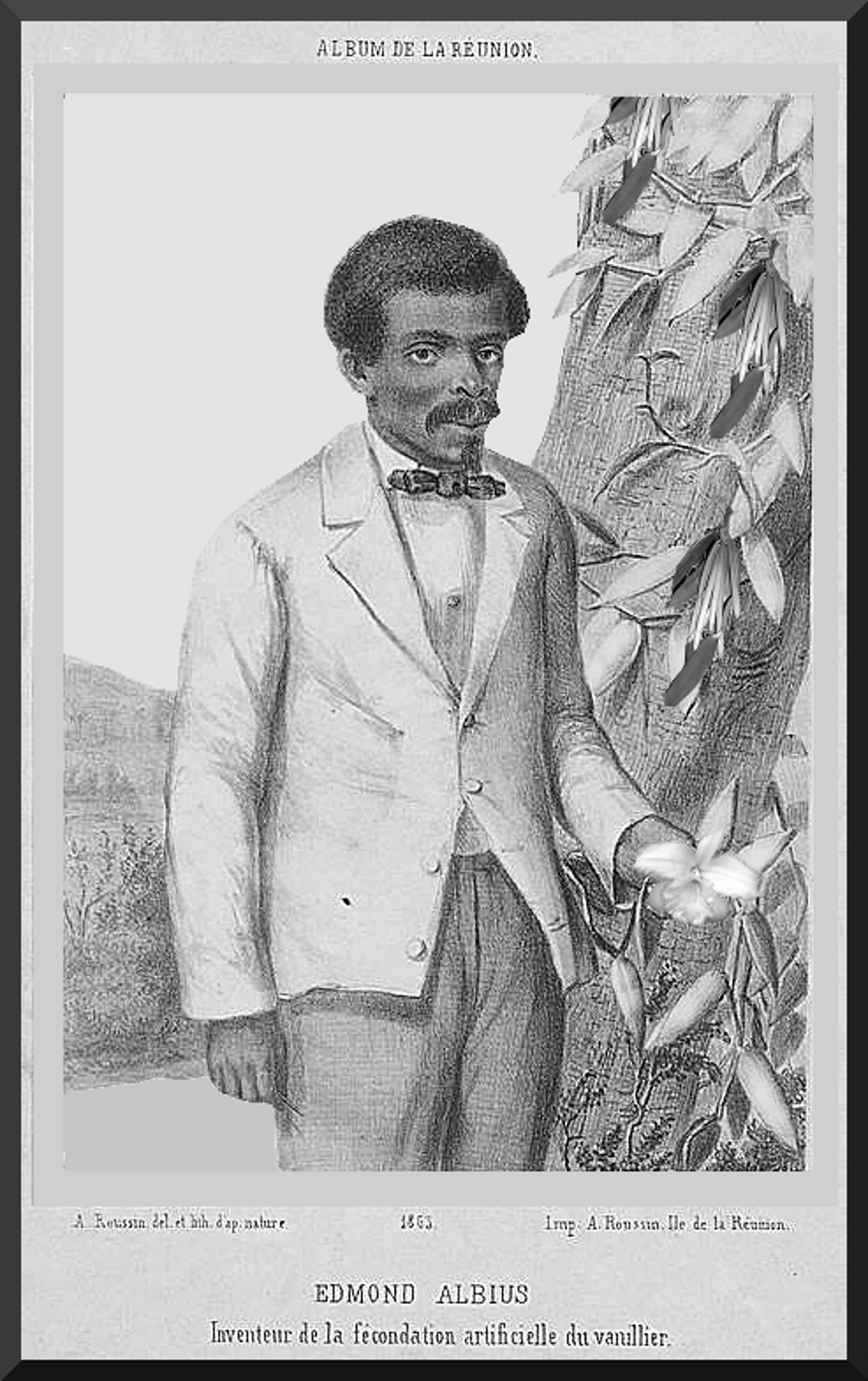
ヴァニラの蔓の前に立つ1863年ごろのエドモン・アルビウスの肖像画（Album de l'île de la Réunion d'Antoine Roussin より）

エドモン・アルビウス（Edmond Albius、1829年 - 1880年8月8日）は、ヴァニラの人工授粉の方法を独自に発明した人物:PT120:261-268。1829年にフランス領レユニオン島のサント＝シュザンヌに生まれ、1880年8月8日、同地にて没した。アルビウスがヴァニラの人工授粉法を発明したとき、彼はまだ12歳の子供であり、しかも奴隷身分であった:PT120:261-268。レユニオン島の農場を回って自分が発見した方法を教え、ヴァニラ香料の輸出量を飛躍的に増大させた:261-268。後年は訴訟に巻き込まれ、貧窮のうちに没した。

## 生涯

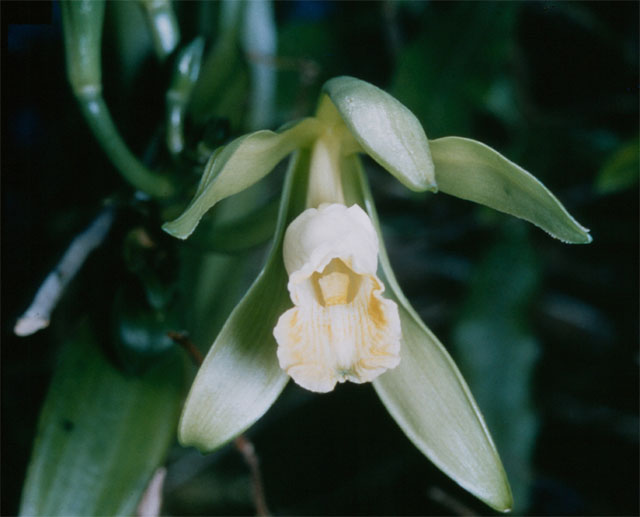
ヴァニラの花

エドモン（Edmond）は1829年ごろに南インド洋のフランス領の島、ブルボン島で生まれた:PT161。「ブルボン島」は当時の呼び名で、現在は「レユニオン島」という:PT120。
母親はメリーズ（Mélise）という名の飯炊き女であったが、エドモンを生んだときに亡くなった:PT161。父親の名前はパンフィール（Pamphile）といい、エドモンが19歳のときに亡くなったが、生前にエドモンが会ったことはなかった:PT161。他の奴隷の多くがそうであったように、エドモンに生まれたとき名字はなく「アルビウス」は1848年の奴隷解放のときに得た名字である:PT161。
エドモンはエルヴィール（Elvire）という名の女主人に養育されていたが、年頃になるとエルヴィールの兄弟でベル＝ヴュで農場を経営していたフェレオル・ベリエ＝ボモン（Féréol Bellier-Beaumont）に引き渡された:PT161。ボモンは、エドモンに園芸の技術と初歩的な植物学を手ほどきした:266-268。エドモンは1841年、12歳のときにラン科の植物、ヴァニラ（Vanilla planifolia）の人工授粉の方法を発明した:261-268。
エドモンによるヴァニラの人工授粉法の発明が公衆に知られるようになった経緯は、ボモンが次のようなイストワールを伝えている:266。1841年のある日、ボモンは従僕のエドモン少年をつれて農場の見回りをしていたところ、20年来、実を結んだことのないヴァニラが結実し、黒い鞘を垂れているのを見つけて仰天した:266。ボモンが自身の驚きの感情を傍らにいたエドモンに漏らしたところ、ボモンは、少年がこともなげに「それは僕がやったんです」と言ったので、もう一度仰天した:266。ボモンは当初、少年の言葉を信じなかったが、エドモンがボモンの目の前でヴァニラの人工授粉を実演して見せ、その後、人工授粉を行った花に実鞘ができているのを確認して、エドモンが独自に人工授粉法の発明に至ったことを確信した:266。
アルビウスは、ヴァニラの人工授粉法を発明した当時、まだほんの子供であり、黒人であり、その上奴隷でもあったことから、非常に妬まれた。発明直後から別の人物が、自分のほうが先に発明していたと主張する事態になった。サン＝ドニのジャルダン・ド・レタの植物学者、ジャン・ミシェル・クロード・リシャールは、自分がもともと育てていたヴァニラであるし、人工授粉の方法も3, 4年前から奴隷たちに教えていたと主張した。育て親のフェレオル・ベリエ・ボモンのほか、博物学者のウジェーヌ・ヴォルシ・フォカールやメジエール・ド・レペルヴァンシュ（Mézières de Lépervenche）らが未成年のアルビウスを積極的に擁護した。
彼らの支援にもかかわらず、ヴァニラの人工授粉法の創作者に関する論争は継続し、当事者等が亡くなってはじめて決着を見た。20世紀初頭の新聞記事においては、アルビウスが白人であると断言する誤った見出しすらあった。1848年にフランスにおける奴隷制が廃止になり、アルビウスは自由身分になったが、ヴァニラがもたらす利益の中から彼の発見に見合った経済的利益が彼には支払われたことはなかった。アルビウスは1880年に貧窮のうちに没した。
作家のミカエル・フェリエは Sympathie pour le Fantôme （魂への共感、ガリマール社2010年）という小説の最終章でエドモン・アルビウスに触れ、「これこそが典型的なフランスの黒人奴隷の一生だ。アルビウスは自らの手で、フランスの歴史、いや全世界の歴史を変えるほどの働きをした。」と書いた。

## エドモンの発明のインパクト

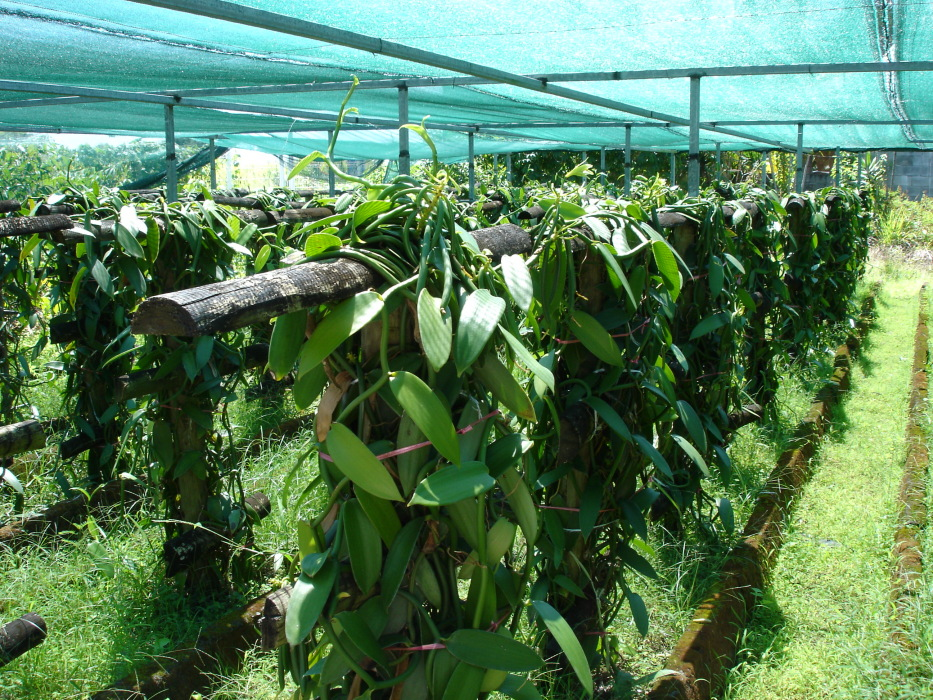
ヴァニラ栽培の様子

ヴァニラの人工授粉については、アルビウスの発明以前の1836年に、ベルギーの植物学者、シャルル・モレンも論文の中で言及している。しかしながら、ヴァニラ栽培の歴史に革命をもたらしたのは明白にアルビウスの発明である:261-268。モレンの論文は「ヴァニラの受粉を媒介する昆虫種が、ヴァニラの原産地、メキシコにしかいないために他の地域に持ち出されたヴァニラが結実しない」ことを指摘し、「ヴァニラのおしべとめしべの間には膜があり、これを切除することにより間違いなく受粉が成功する」と述べている。しかしながら、モレンの短くわかりにくい言及によってヴァニラの人工授粉に成功した人はおらず、この報告がヴァニラ栽培の歴史を変えるほどのインパクトを持つことはなかった。
アルビウスの発明により、レユニオン島はヴァニラ・ビーンズの輸出量で世界のトップになった。また、ヴァニラ栽培に関する技術開発の中心地になり、ここから世界中に移転した技術も数多くある。
レユニオンから輸出されるヴァニラの量は、人工授粉法の発明以後7年間は、毎年10キログラム程度であったが、ルピとド・フロリスが開発した方法が適用された後は、輸出量が跳ね上がった。輸出量は1853年には267キログラムを超え、1858年には3トンを超えた。19世紀終わりには砂糖と同量程度になった。島のヴァニラ・プランテーション農園の広さは約4,200ヘクタール（1892年）、ヴァニラ輸出量は200トン（1898年）になった。レユニオンのヴァニラは、1867年と1900年、いずれもパリで開かれた万国博覧会において、グランプリを受賞した。